# Simone Cadamuro
Simone Cadamuro (San Donà di Piave, provincia de Venecia, 28 de junio de 1976) es un ciclista italiano ya retirado.

## Palmarés
2000
- Gran Premio Industrias del Mármol

2002
- 1 etapa de la Vuelta a Eslovaquia

2003
- 1 etapa del Tour de Polonia

2004
- Doha G. P.
- Veenendaal-Veenendaal
- 1 etapa de la Vuelta al Lago Qinghai

2005
- 1 etapa del Eneco Tour

2007
- 1 etapa de la Flèche du Sud

2008
- 2 etapas de la Vuelta a Serbia

## Resultados en Grandes Vueltas
| Carrera | Carrera         | 2002 | 2003 | 2004  | 2005 | 2006 | 2007 | 2008 | 2009 |
| ------- | --------------- | ---- | ---- | ----- | ---- | ---- | ---- | ---- | ---- |
|         | Giro de Italia  | —    | —    | 120.º | Ab.  | —    | —    | —    | —    |
|         | Tour de Francia | —    | —    | —     | —    | —    | —    | —    | —    |
|         | Vuelta a España | —    | —    | —     | Ab.  | —    | —    | —    | —    |

—: no participa
Ab.: abandono